# Personnage littéraire
 (novembre 2023).
La mise en forme du texte ne suit pas les recommandations de Wikipédia : il faut le « wikifier ».
Les points d'amélioration suivants sont les cas les plus fréquents. Le détail des points à revoir est peut-être précisé sur la page de discussion.
- Les titres sont pré-formatés par le logiciel. Ils ne sont ni en capitales, ni en gras.
- Le texte ne doit pas être écrit en capitales (les noms de famille non plus), ni en gras, ni en italique, ni en « petit »…
- Le gras n'est utilisé que pour surligner le titre de l'article dans l'introduction, une seule fois.
- L'italique est rarement utilisé : mots en langue étrangère, titres d'œuvres, noms de bateaux, etc.
- Les citations ne sont pas en italique mais en corps de texte normal. Elles sont entourées par des guillemets français : « et ».
- Les listes à puces sont à éviter, des paragraphes rédigés étant largement préférés. Les tableaux sont à réserver à la présentation de données structurées (résultats, etc.).
- Les appels de note de bas de page (petits chiffres en exposant, introduits par l'outil «  Source ») sont à placer entre la fin de phrase et le point final[comme ça].
- Les liens internes (vers d'autres articles de Wikipédia) sont à choisir avec parcimonie. Créez des liens vers des articles approfondissant le sujet. Les termes génériques sans rapport avec le sujet sont à éviter, ainsi que les répétitions de liens vers un même terme.
- Les liens externes sont à placer uniquement dans une section « Liens externes », à la fin de l'article. Ces liens sont à choisir avec parcimonie suivant les règles définies. Si un lien sert de source à l'article, son insertion dans le texte est à faire par les notes de bas de page.
- La présentation des références doit suivre les conventions bibliographiques. Il est recommandé d'utiliser les modèles {{Ouvrage}}, {{Chapitre}}, {{Article}}, {{Lien web}} et/ou {{Bibliographie}}. Le mode d'édition visuel peut mettre en forme automatiquement les références.
- Insérer une infobox (cadre d'informations à droite) n'est pas obligatoire pour parachever la mise en page.

Pour une aide détaillée, merci de consulter Aide:Wikification.
Si vous pensez que ces points ont été résolus, vous pouvez retirer ce bandeau et améliorer la mise en forme d'un autre article.

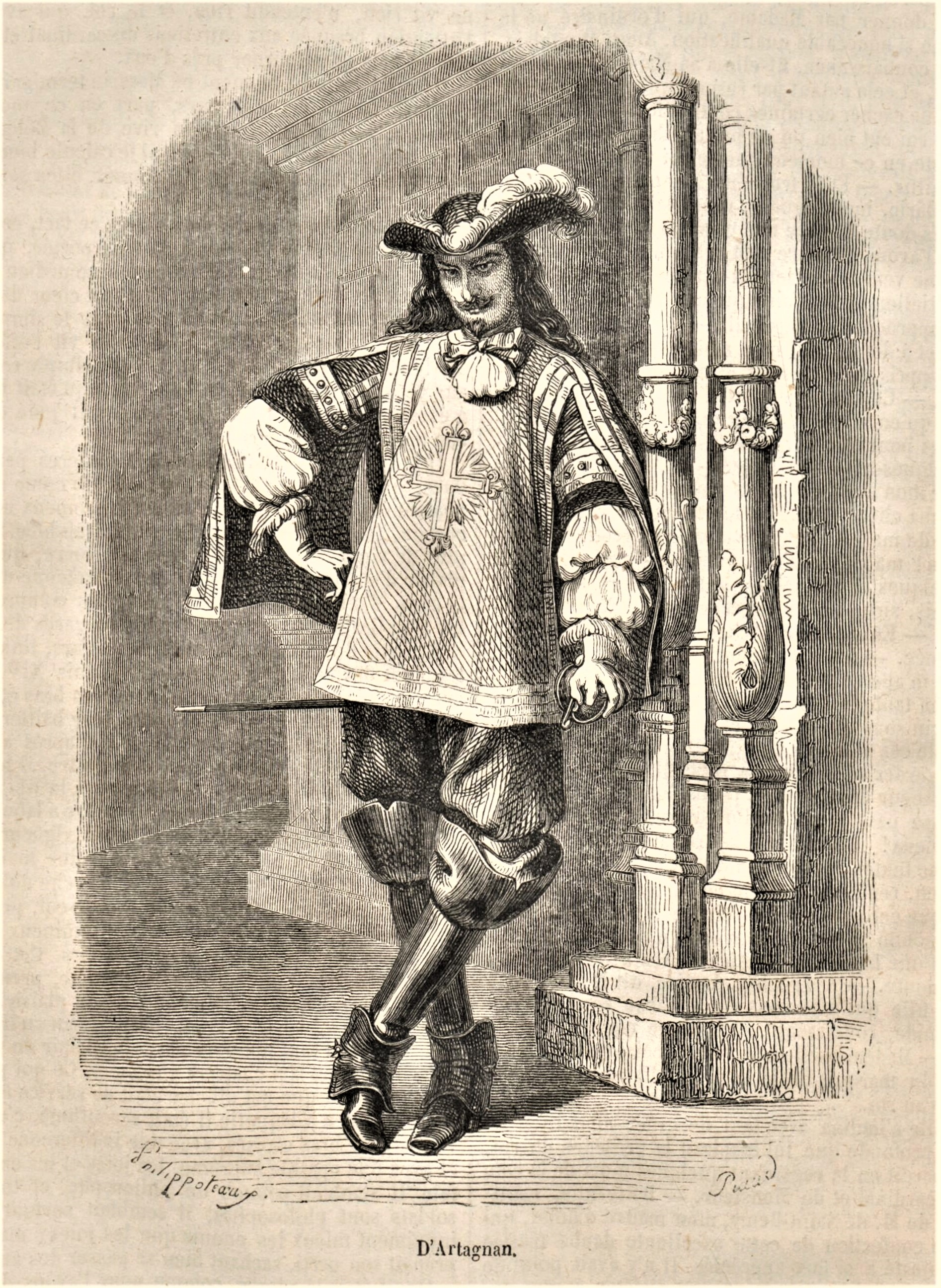
D'Artagnan des Trois Mousquetaires, illustration de d'Antoine-Alphée Piaud, 1852.

Un personnage littéraire ou une figure littéraire est un personnage fictif dans un texte littéraire. Les personnages littéraires sont définis par leurs caractéristiques, qui peuvent se manifester de différentes manières dans le texte. Le personnage est le premier révélateur d’une époque et d’une société, car il présente des caractéristiques notables de cette époque. Le rôle du personnage littéraire a changé à mesure que la littérature et la société se développaient.
Les personnages littéraires célèbres incluent le mousquetaire d'Artagnan, Odysseus et Harry Potter.

## Création de personnages littéraires
Les figures littéraires peuvent être statiques ou dynamiques, c'est-à-dire qu'elles peuvent se développer au sein du texte et changer ou non leurs caractéristiques. Ils peuvent également avoir différents degrés de complexité. Tout au long de l’histoire littéraire, différents types de personnages ont été privilégiés, en fonction de leur esthétique respective. La forme de figure la plus abstraite et la moins complexe est l'allégorie ou la personnification, qui joue un rôle important dans la littérature médiévale et, en tant que figure littéraire, incarne un concept abstrait. Le type est un peu plus complexe, une figure moins abstraite qui a des caractéristiques fixes et apparaît dans plus d'une œuvre. De tels types sont apparus à toutes les époques littéraires depuis l’Antiquité. À quelques exceptions près, des personnages individuels et aux caractéristiques complexes ne sont apparus dans l'histoire littéraire que depuis le siècle des Lumières. Depuis l’époque moderne, de nouvelles tendances à l’abstraction sont perceptibles, privant en partie les figures littéraires de leur cohérence psychologique ou les réduisant à des clichés et des chiffres.

## Types de personnages littéraires

### Personnages principaux, secondaires et épisodiques

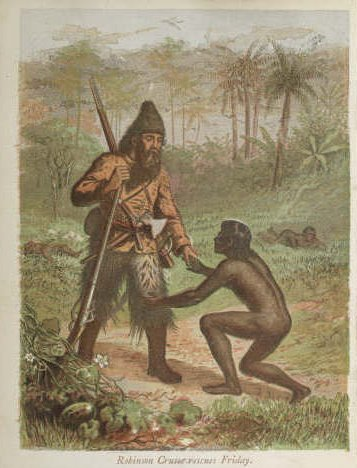
Robinson Crusoé et Vendredi comme exemples de personnages littéraires célèbres. Une illustration de l'édition 1868 du roman de Daniel Defoe.

Compte tenu de leur rôle en termes d’intrigue, on distingue des personnages principaux, secondaires et parfois épisodiques,.
- Les personnages principaux sont les figures littéraires les plus importantes pour le développement de l'intrigue et la divulgation complète du projet artistique et conceptuel de l'auteur. Ils sont protagonistes (qui luttent pour réaliser quelque chose) et antagonistes ( protagonistes opposés) – ce sont les expressions de deux points de vue opposés, dans le conflit desquels réside le lien de l’œuvre.
- Personnages secondaires – ont un rôle secondaire dans l’intrigue de l’œuvre. Ses personnages complètent ou contrastent avec les personnages principaux, afin de créer les conditions pour que les idées de l'auteur ressortent encore plus clairement.

### Personnages lyriques, épiques et dramatiques
Selon le genre littéraire, ils diffèrent ,:
- Un personnage lyrique est une image centrale dans la poésie d'un poète ou dans une œuvre lyrique. A travers le personnage lyrique, le poète exprime souvent ses propres expériences et émotions.
- Un personnage dramatique est un élément moteur d'une œuvre dramatique (tragédie, comédie, théâtre).
- Un héros épique est un personnage central d’une œuvre épique. Dans les grandes œuvres épiques, il y a parfois plusieurs personnages épiques principaux.

### Caractères positifs et négatifs
Selon leur rôle dans l'accomplissement de la tâche artistique et esthétique de l'auteur, les personnages littéraires sont positifs et négatifs, avec toutes les gradations possibles entre ces deux extrêmes,.

## Voir également
- Théorie de la littérature
- Caractère historique
- Personnage fictif
- Caractère du modèle